# Molophilus (Molophilus) priapus
Molophilus (Molophilus) priapus is een tweevleugelige uit de familie steltmuggen (Limoniidae). De soort komt voor in het Palearctisch gebied.